# Gonocephalus megalepis
Espèce
Synonymes
- Lophyrus megalepis Bleeker, 1860
- Tiaris tuberculatus Günther, 1872

Gonocephalus megalepis est une espèce de sauriens de la famille des Agamidae.

## Répartition
Cette espèce est endémique de Sumatra en Indonésie.

## Publication originale
- Bleeker, 1860 : Reptilien van Agam aangeboden door E.W.A. Ludeking. Natuurkundig Tijdschrift voor Nederlandsch Indie, Batavia, vol. 20, p. 325-329 (texte intégral).